# Kanabō

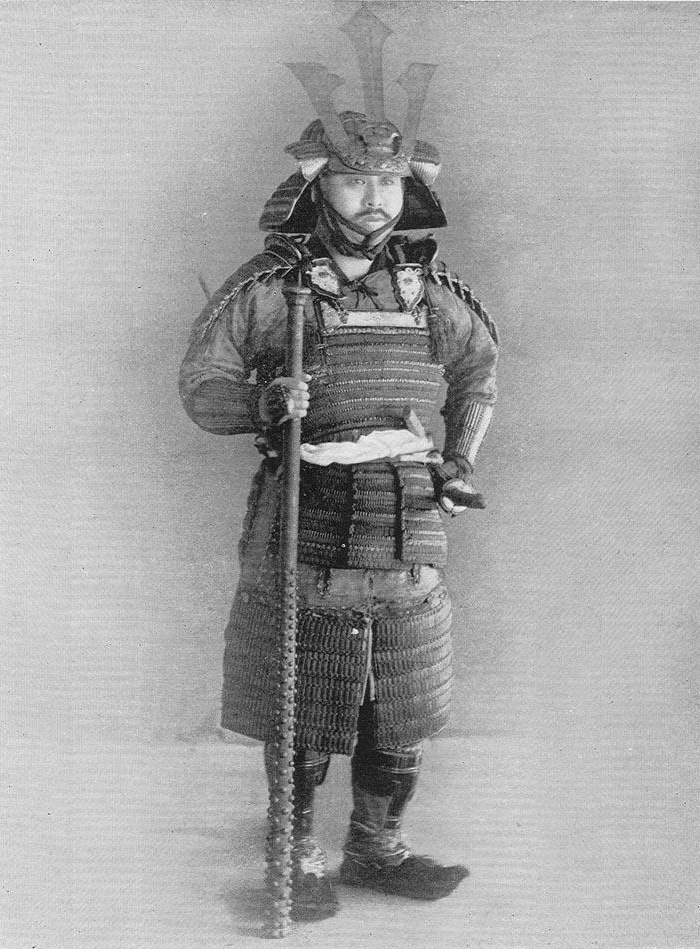
Samouraï tenant un kanabo-tetsubo.

Un kanabō (金棒) est un gourdin ou matraque pointu ou à pommeau utilisé dans le Japon féodal comme arme par les samouraïs et leurs vassaux. Les autres armes de ce type sont le nyoibo, le konsaibo,, le tetsubō (鉄棒) et l'ararebo. Les armes de fer apparentées sans pointes ou boutons sont le kanemuchi (ou kanamuchi) et le aribo (gojo/kirikobo).

## Description
Les kanabō et les autres types apparentés de ces masses utilisées comme armes sont construits en bois massif, ou entièrement en fer, avec des pointes de fer ou des ergots sur une extrémité. L'une ou les deux extrémités des gourdins en bois de ce type peuvent être gainées en fer. Les armes de type kanabō sont de toutes tailles et formes, les plus grands étant de la taille d'un homme et maniées à deux mains, tandis que les plus petits et plus légers ont la longueur de l'avant-bras et sont maniés à une seule main.
La forme peut être celle d'une batte de baseball avec une extrémité lourde et épaisse se rétrécissant vers une poignée mince ou ils peuvent être rectilignes tout du long de la poignée à l'extrémité, l'axe étant rond ou à plusieurs faces,.

## Mythologie
Le kanabō est également une arme mythique, souvent utilisée dans les contes par les  oni (démons japonais) car ceux-ci ont la réputation d'être extrêmement forts,. Il existe de nos jours un dicton en japonais : « Comme donner un kanabō à un oni », qui signifie donner un avantage supplémentaire à quelqu'un qui a déjà l'avantage (le fort est rendu encore plus fort).

## Usage
Un des buts des armes de type kanabō est de briser l'armure des ennemis, les os et les jambes de leurs chevaux de bataille. L'art d'utiliser cette arme lourde, kanabō-jutsu ou tetsubo-jutsu,, comprend la maîtrise à la fois de l'équilibre et de la force ; il faut une grande habileté pour récupérer un coup manqué avec cette lourde masse, ce qui peut laisser à l'adversaire la possibilité d'une contre-attaque.

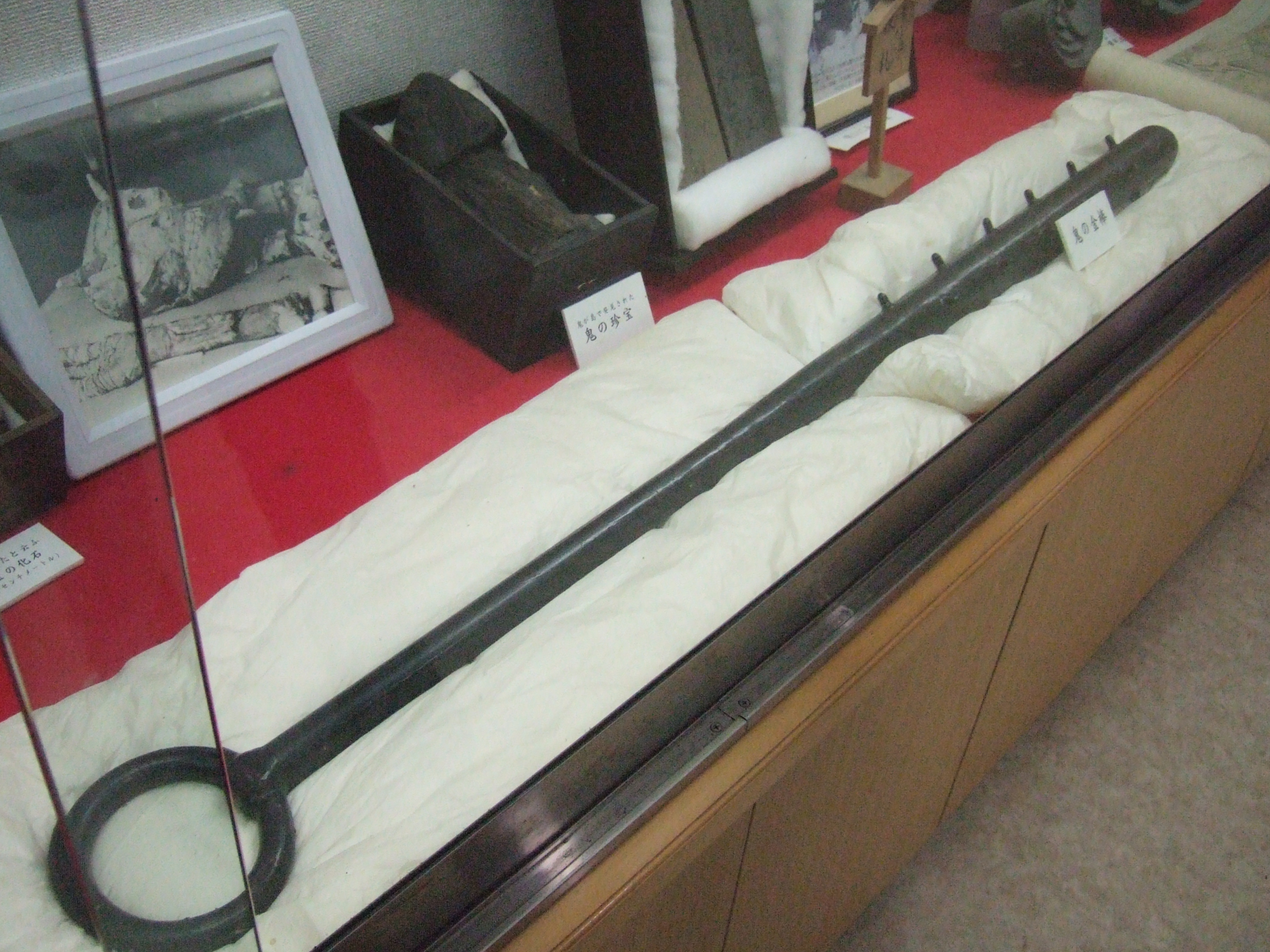
Kanabō.
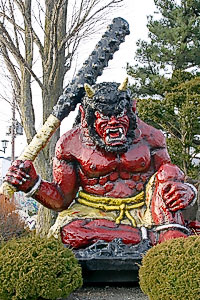
Statue d'un oni armé d'un kanabō.
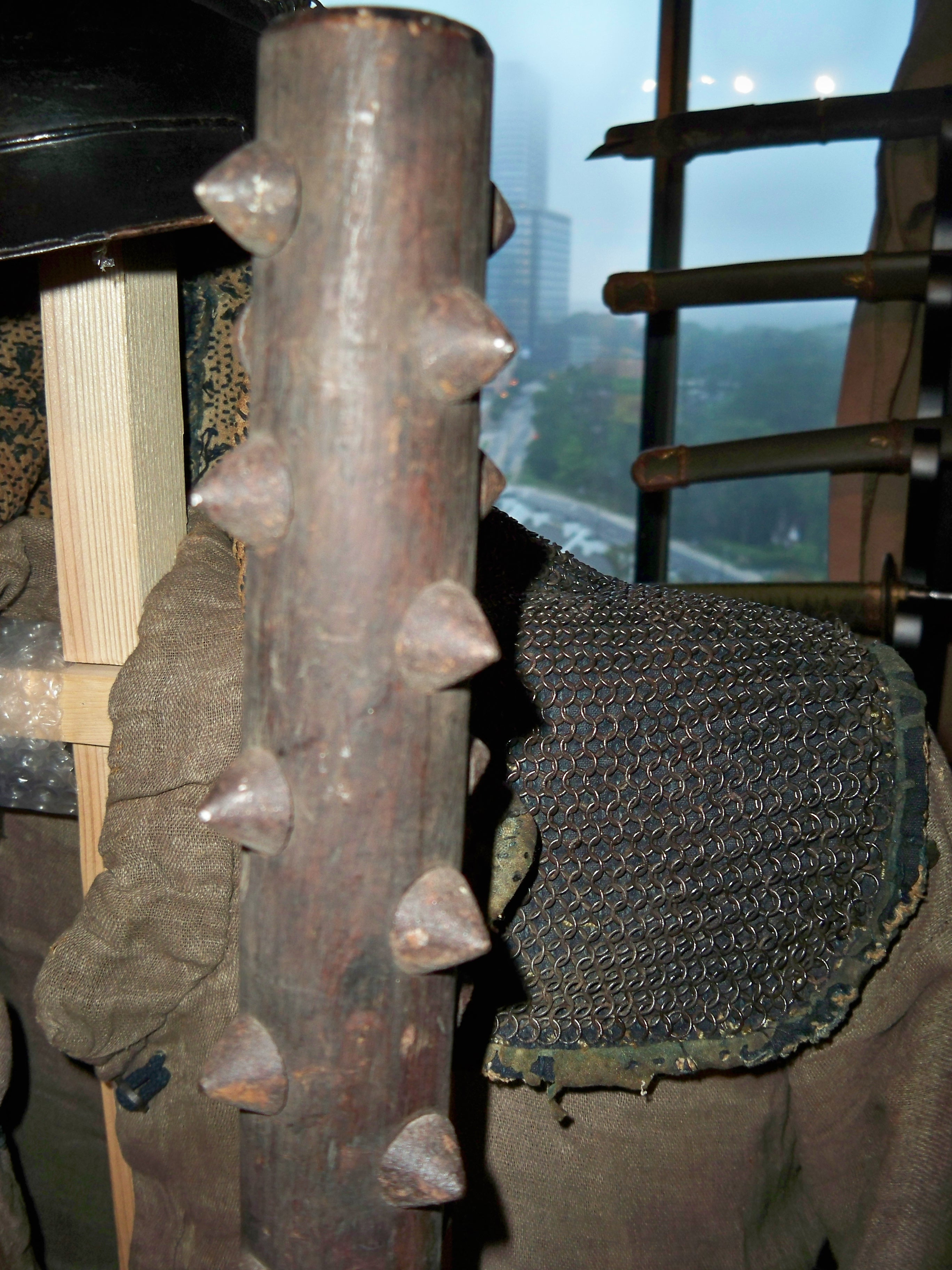
Gros plan des piques en fer d'un kanabō-tetsubo.
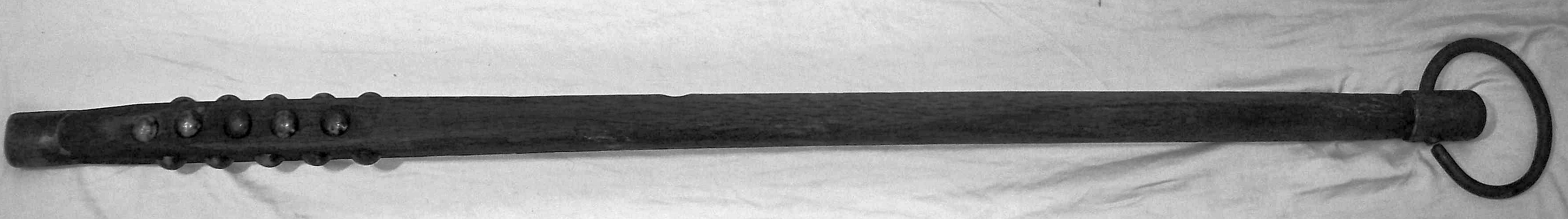
Kanabō japonais.
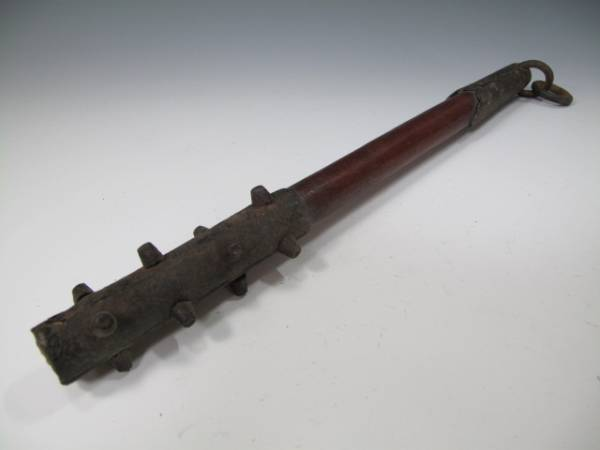
Petite matraque japonaise en bois aux extrémités couvertes de fer et de goujons de fer ararebo[3].
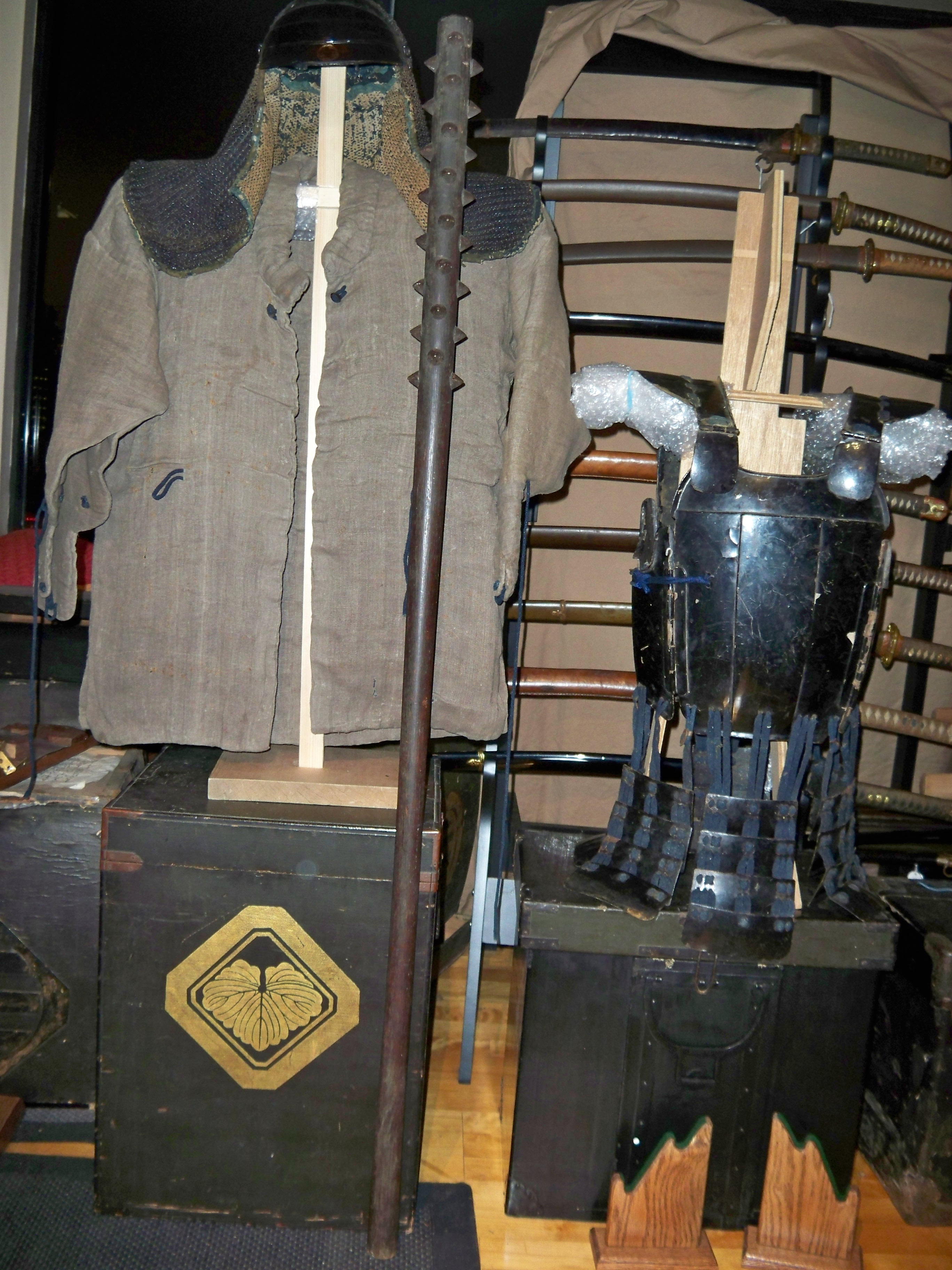
Ancienne matraque japonaise en bois avec ergots en fer, kanabo ou tetsubo.
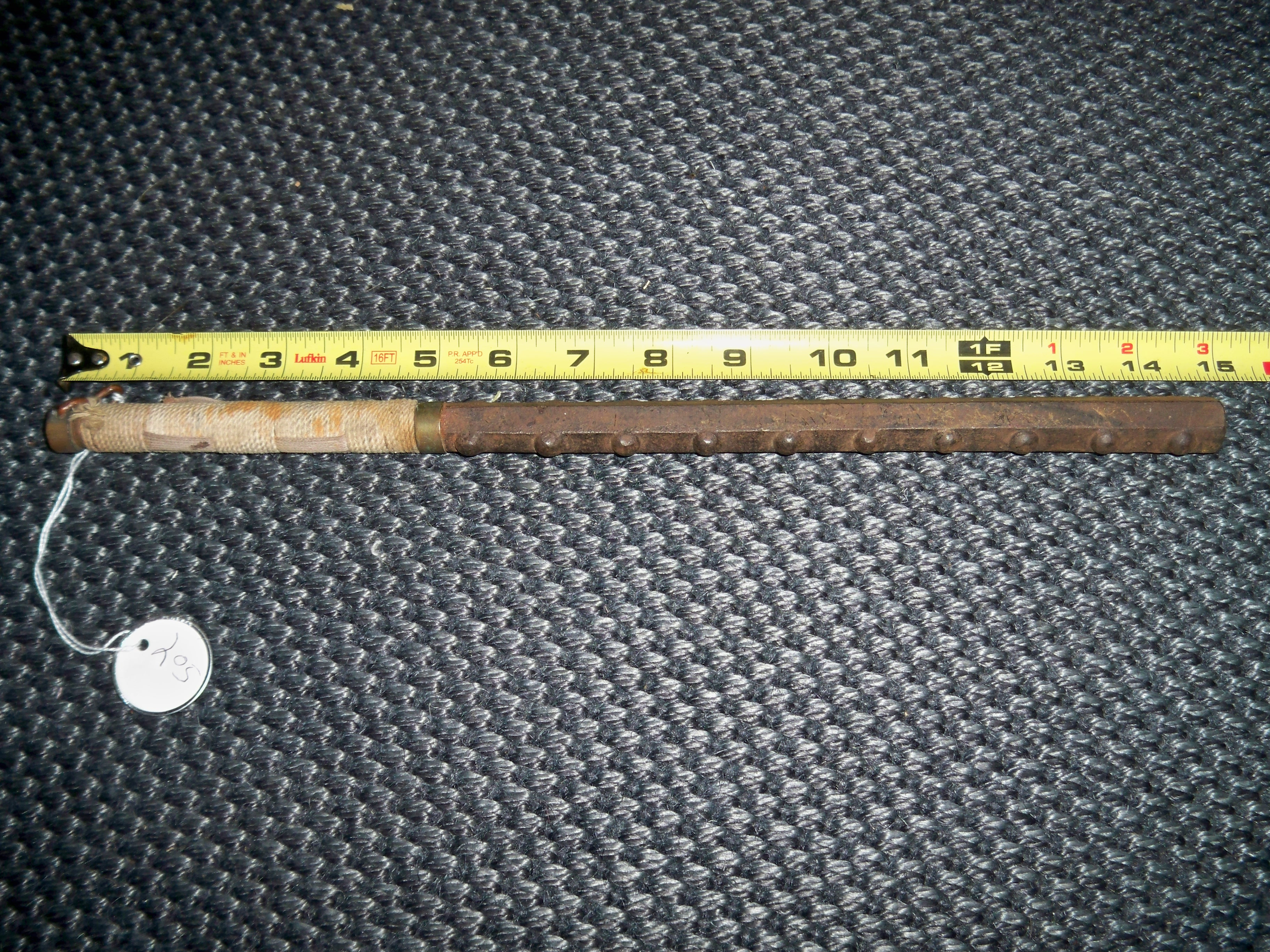
Petite masse japonaise de fer sous la forme d'un tetsubo.
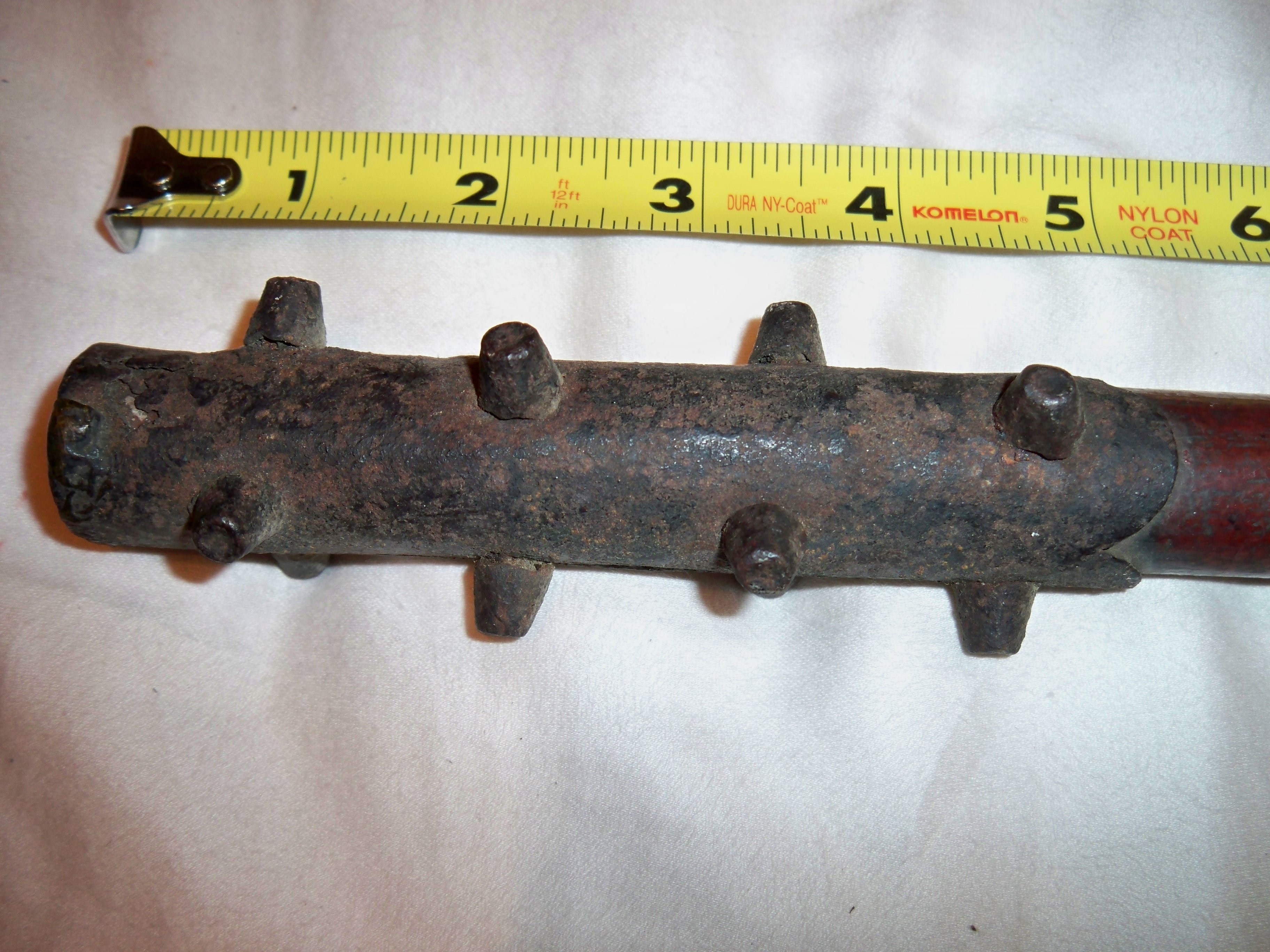
Gros plan des piques en fer d'un ancien ararebo japonais, petite version du kanabō.